# Ladies, Women and Girls
Ladies, Women and Girls – płyta wydana, po sześciu latach przerwy, przez amerykański zespół Bratmobile w 2000 r.

## Lista utworów
1. "Eating Toothpaste" – 2:26
2. "Gimme Brains" – 2:16
3. "It's Common (But We Don't Talk About It)" – 2:16
4. "Not in Dog Years" – 1:53
5. "You're Fired" – 2:51
6. "Cheap Trick Record" – 1:40
7. "In Love With All My Lovers" – 2:06
8. "90's Nomad" – 2:10
9. "Well You Wanna Know What?" – 3:26
10. "Flavor of the Month Club" – 2:35
11. "Affection Training" – 1:56
12. "Do You Like Me Like That?" – 2:37
13. "Come Hither" – 2:28
14. "Girlfriends Don't Keep" – 1:15